# Josef Trousil
Josef Trousil (ur. 2 lutego 1935 w Městečku) – czeski lekkoatleta specjalizujący się w biegach sprinterskich, trzykrotny uczestnik letnich igrzysk olimpijskich (Melbourne 1956, Rzym 1960, Tokio 1964). W czasie swojej kariery reprezentował barwy Czechosłowacji.

## Sukcesy sportowe
- sześciokrotny mistrz Czechosłowacji w biegu na 400 m – 1960, 1961, 1962, 1964, 1965, 1966[1]

| Rok  | Miasto    | Zawody                      | Konkurencja                      | Wynik                     |
| ---- | --------- | --------------------------- | -------------------------------- | ------------------------- |
| 1961 | Sofia     | letnia uniwersjada          | bieg na 400 m sztafeta 4 × 400 m | złoty medal srebrny medal |
| 1966 | Dortmund  | europejskie igrzyska halowe | sztafeta 4 × 2 okrążenia         | srebrny medal             |
| 1966 | Budapeszt | mistrzostwa Europy          | bieg na 400 m                    | 6. miejsce                |
| 1967 | Praga     | europejskie igrzyska halowe | sztafeta 4 × 2 okrążenia         | brązowy medal             |

## Rekordy życiowe
- bieg na 200 metrów – 20,9 – 1964
- bieg na 400 metrów – 45,7 – 1964